# Vis Pesaro 1898 1999-2000
Questa pagina raccoglie le informazioni riguardanti la Vis Pesaro 1898 nelle competizioni ufficiali della stagione 1999-2000.

## Stagione
La stagione a cavallo del secolo 1999-2000 porta bene alla Vis Pesaro, la squadra biancorossa disputa il girone B del campionato di Serie C2, classificandosi al quarto posto al termine della stagione regolare con 58 punti. Poi riesce a vincere i Play-off, nei quali la Vis Pesaro batte la Triestina in semifinale e il Rimini in finale, ottenendo così la promozione nella categoria superiore. La stagione dei marchigiani, prima del trionfo, ha vissuto un incubo il 2 novembre 1999, quando un suo giocatore, il ventiquattrenne centrocampista Christian Zanvettor, è morto in un fatale incidente stradale.Dopo il dramma umano e sportivo subito, la squadra allenata da Daniele Arrigoni ha reagito, ed al termine del girone di andata è riuscita a raccogliere 28 punti, bene ha fatto anche nel girone di ritorno, chiuso con 30 punti di bottino. Ma il capolavoro la Vis Pesaro lo ha compiuto nei Play-off, vincendo (2-1) con la Triestina in semifinale al Benelli e poi pareggiando (1-1) al Rocco di Trieste. L'11 giugno poi nella finale unica giocata ad Arezzo, la Vis Pesaro si è imposta sul Rimini (1-0). E pensare che anche sul campo la stagione era iniziata male, ad agosto-settembre 1999 nella Coppa Italia di Serie C con la brutta figura dei biancorossi marchigiani, che sono riusciti a perdere tutte quattro le gare disputate nel girone I di qualificazione, che ha promosso il Montevarchi. Poi il fatale e drammatico incidente d'auto che ha spezzato la vita di Christian, che aveva giocato in campionato fin lì sei gare, condite da due reti, ed il riscatto contro il terribile destino, con la promozione insperata.

## Rosa
| N. |                   | Ruolo | Calciatore          |
| -- | ----------------- | ----- | ------------------- |
|    | Italia (bandiera) | D     | Fabrizio Albonetti  |
|    | Italia (bandiera) | D     | Paolo Antonioli     |
|    | Italia (bandiera) | D     | Manuel Broccanello  |
|    | Italia (bandiera) | A     | Luciano Clara       |
|    | Italia (bandiera) | D     | Marcello Corazzini  |
|    | Italia (bandiera) | C     | Daniele Cuppellaro  |
|    | Italia (bandiera) | C     | David D'Antoni      |
|    | Italia (bandiera) | C     | Gianluca De Angelis |
|    | Italia (bandiera) | P     | Roberto De Juliis   |
|    | Italia (bandiera) | C     | Andrea Del Bianco   |
|    | Italia (bandiera) | A     | Manolo Gennari      |
|    | Italia (bandiera) | D     | Davide Giorgini     |
|    | Italia (bandiera) | D     | Michele Ischia      |

| N. |                   | Ruolo | Calciatore            |
| -- | ----------------- | ----- | --------------------- |
|    | Italia (bandiera) | C     | Benedetto Mangiapane  |
|    | Italia (bandiera) | D     | Maurizio Marin        |
|    | Italia (bandiera) | A     | Christian Oppedisano  |
|    | Italia (bandiera) | A     | Armando Ortoli        |
|    | Italia (bandiera) | C     | Morris Manolo Ripa    |
|    | Italia (bandiera) | D     | Ibrahiman Scandroglio |
|    | Italia (bandiera) | C     | Gianluca Segarelli    |
|    | Italia (bandiera) | C     | Manuel Spinale        |
|    | Italia (bandiera) | C     | Maurizio Tacchi       |
|    | Italia (bandiera) | C     | Federico Valentini    |
|    | Italia (bandiera) | P     | Anthony Verì          |
|    | Italia (bandiera) | D     | Roberto Vezzosi       |
|    | Italia (bandiera) | C     | Christian Zanvettor   |

## Risultati

### Serie C2 girone B

#### Girone di andata
| Arbitro: | Rubino (Salerno) |

|                               |           |                                |
| Tessariol 45+1’ L. Guerra 69’ | Marcatori | 34’ Corazzini 79’, 81’ Gennari |

| Arbitro: | Bianchi (Lucca) |

|                       |           |                               |
| Gennari 73’ Clara 84’ | Marcatori | 14’ Luciani 40’ (rig.) Lauria |

| Pesaro 19 settembre 1999 3ª giornata | Vis Pesaro     | 0 – 0 | Mestre | Stadio Tonino Benelli\| Arbitro: \| Zenere (Schio) \| |
| Arbitro:                             | Zenere (Schio) |       |        |                                                       |

| Arbitro: | Castellin (Conselve) |

|  |           |               |
|  | Marcatori | 63’ Zanvettor |

| Arbitro: | Battistella (Conegliano) |

|                                        |           |               |
| Ortoli 51’ (rig.) Zanvettor 89’ (rig.) | Marcatori | 85’ Nicoletti |

| Arbitro: | Nigro (Torre del Greco) |

|                          |           |                        |
| Calcagno 11’, 56’ (rig.) | Marcatori | 10’ Gennari 58’ Ischia |

| Arbitro: | Giordano (Caltanissetta) |

|             |           |                                                |
| M. Ripa 29’ | Marcatori | 7’ Di Candido 53’ Foschi 90+2’ (rig.) Angelini |

| Arbitro: | Tonolini (Milano) |

|                                                   |           |                               |
| A. Tedeschi 30’ Ramacciotti 54’ M. Pellegrini 62’ | Marcatori | 65’ Clara 90+2’ (rig.) Ortoli |

| Arbitro: | Palanca (Roma) |

|                               |           |  |
| Ortoli 11’ (rig.) Gennari 50’ | Marcatori |  |

| Arbitro: | D'Aguanno (Marsala) |

|           |           |                   |
| Erbini 7’ | Marcatori | 90+4’ Broccanello |

| Arbitro: | Benedetti (Vicenza) |

|                   |           |                   |
| Broccanello 90+3’ | Marcatori | 62’ (rig.) Spezia |

| Arbitro: | P. Rossi (Forlì) |

|                  |           |  |
| F. Conca 8’, 64’ | Marcatori |  |

| Arbitro: | Nicoletti (Macerata) |

|  |           |                        |
|  | Marcatori | 59’ Ortoli 65’ Gennari |

| Arbitro: | Bernabini (Roma) |

|                                 |           |  |
| Antonioli 14’ Ortoli 69’ (rig.) | Marcatori |  |

| Arbitro: | Ferraro (Crotone) |

|                 |           |             |
| G. Graziani 46’ | Marcatori | 33’ Gennari |

| Arbitro: | Ponzalli (Firenze) |

|                             |           |                  |
| Gennari 23’ Ortoli 40’, 84’ | Marcatori | 56’ Karasavvidis |

| Arbitro: | Ayroldi (Molfetta) |

|                |           |                    |
| Gasparetto 60’ | Marcatori | 50’ (aut.) Cartini |

#### Girone di ritorno
| Arbitro: | Santoro (Domodossola) |

|                        |           |  |
| Ortoli 53’ (rig.), 62’ | Marcatori |  |

| Arbitro: | Palanca (Roma) |

|                                           |           |             |
| Luciani 37’ Lauretti 61’ A. Di Matteo 80’ | Marcatori | 46’ Gennari |

| Mestre 16 gennaio 2000 20ª giornata | Mestre        | 0 – 0 | Vis Pesaro | Stadio Francesco Baracca\| Arbitro: \| Cenni (Imola) \| |
| Arbitro:                            | Cenni (Imola) |       |            |                                                         |

| Pesaro 23 gennaio 2000 21ª giornata | Vis Pesaro       | 0 – 0 | Faenza | Stadio Tonino Benelli\| Arbitro: \| Bernabini (Roma) \| |
| Arbitro:                            | Bernabini (Roma) |       |        |                                                         |

| Arbitro: | Battistella (Conegliano) |

|           |           |  |
| Manari 1’ | Marcatori |  |

| Arbitro: | Vicinanza (Albenga) |

|                               |           |  |
| Ortoli 49’ (rig.) Gennari 62’ | Marcatori |  |

| Arbitro: | Zenere (Schio) |

|          |           |                |
| Fida 51’ | Marcatori | 10’, 41’ Clara |

| Arbitro: | Latella (Potenza) |

|            |           |  |
| Ortoli 53’ | Marcatori |  |

| Arbitro: | Carlucci (Molfetta) |

|                        |           |                                                      |
| Pasa 45+1’ Criniti 67’ | Marcatori | 72’ G. De Angelis 75’ (rig.) M. Ripa 90+2’ Antonioli |

| Pesaro 19 marzo 2000 27ª giornata | Vis Pesaro          | 0 – 0 | Sora | Stadio Tonino Benelli\| Arbitro: \| Giachero (Pinerolo) \| |
| Arbitro:                          | Giachero (Pinerolo) |       |      |                                                            |

| Arbitro: | Lombardi (Lanciano) |

|            |           |                                  |
| Fusari 45’ | Marcatori | 40’ (rig.) M. Ripa 60’ M. Tacchi |

| Pesaro 9 aprile 2000 29ª giornata | Vis Pesaro      | 0 – 0 | Tempio | Stadio Tonino Benelli\| Arbitro: \| Brighi (Cesena) \| |
| Arbitro:                          | Brighi (Cesena) |       |        |                                                        |

| Arbitro: | Gasparoni (Ancona) |

|                                                     |           |            |
| Clara 20’ Segarelli 28’ Gennari 49’ Ortoli 58’, 89’ | Marcatori | 84’ Cunico |

| Arbitro: | Santucci (Reggio Calabria) |

|          |           |             |
| Zebi 85’ | Marcatori | 90+6’ Clara |

| Arbitro: | Lombardi (Lanciano) |

|                                           |           |  |
| Gennari 10’ Vezzosi 49’ Broccarello 90+2’ | Marcatori |  |

| Arbitro: | Cavuoti (Vasto) |

|                  |           |  |
| Karasavvidis 22’ | Marcatori |  |

| Arbitro: | Bernabini (Roma) |

|            |           |                   |
| M. Ripa 4’ | Marcatori | 53’ Dellagiovanna |

### Play-off

#### Semifinale
| Arbitro: | Niccolai (Livorno) |

|                             |           |               |
| P. Antonioli 47’ Ortoli 57’ | Marcatori | 19’ Teodorani |

| Arbitro: | Ioseffi (Siena) |

|                |           |               |
| C. Coppola 85’ | Marcatori | 61’ M. Tacchi |

#### Finale
| Arbitro: | Trefoloni (Siena) |

|  |           |            |
|  | Marcatori | 67’ Ortoli |

### Coppa Italia di Serie C

#### Girone I
| Arbitro: | Cenni (Imola) |

|  |           |                 |
|  | Marcatori | 43’ (rig.) Masi |

| Arbitro: | Masiero (Mestre) |

|               |           |  |
| Pittaluga 32’ | Marcatori |  |

| Arbitro: | Rizzoli (Bologna) |

|  |           |                           |
|  | Marcatori | 60’ Fiandra 84’ Menegatti |

| 1° settembre 1999 4ª giornata |  | – Turno di riposo Vis Pesaro |  |  |

| Arbitro: | Ferlito (Prato) |

|            |           |  |
| Rinino 43’ | Marcatori |  |